# Heodes midas
Heodes midas är en fjärilsart som beskrevs av Wheeler 1903. Heodes midas ingår i släktet Heodes och familjen juvelvingar. Inga underarter finns listade i Catalogue of Life.